# ملی‌گرایی ارمنی

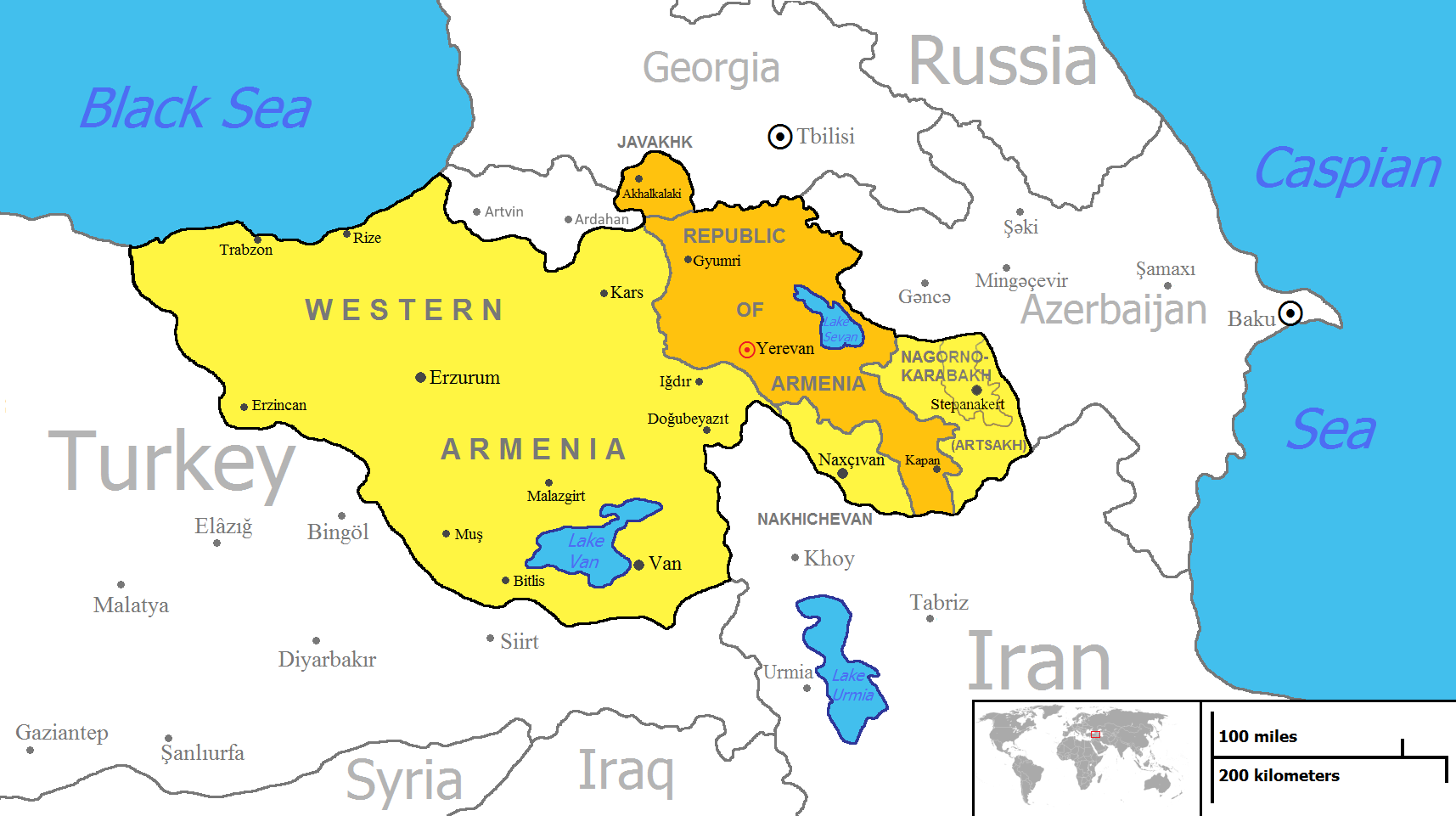
مفهوم معاصر ارمنستان متحد، که توسط فدراسیون انقلابی ارمنستان (داشناکاتسونی) مورد استفاده قرار گرفته‌است، به عنوان برجسته‌ترین نمونه از ملی‌گرایی مدرن ارمنستان شناخته می‌شود.

ملی‌گرایی ارمنی یا ناسیونالیسم ارمنی در دوره معاصر، ریشه در ملی‌گرایی رمانتیک میکائیل چامچیان (۱۷۳۸–۱۸۲۳) دارد و به‌طور کلی، به عنوان ایجاد یک ارمنستان آزاد (به ارمنی: Հայ Դատ، [hɑj dɑt] یا هی دات) تعریف می‌شود. بیداری ملی ارمنی در دهه ۱۸۸۰، در کنار اوج‌گیری ملی‌گرایی در امپراتوری عثمانی، شکل گرفت که به دنبال آن در ارمنستان روسیه گسترش یافت. کلیسای حواری ارمنی، با داشتن رهبرانی مانند مگردیچ خریمیان، که زندگی خود را وقف کمک به کشاورزان و دهقانان کرده بود، مدافع بزرگی از ملی‌گرایی ارمنی به‌شمار می‌رود. با تشکیل ارمنستان معاصر در سال ۱۹۹۱، و پیچیدگی بافت اجتماعی ارمنستان، به تدریج از نفوذ سیاسی هی دات در مناطق ارمنی‌نشین کاسته و آنان را به سمت ملی‌گرایی مدرن ارمنی سوق داد که نام دیگر آن، ملی‌گرایی مدنی است. از طرف دیگر، جماعت ارمنیان پراکنده، دارای «ملی‌گرایی جماعت پراکنده» هستند، که برای بیشتر کشورها، وجود جماعت پراکنده اقوام دیگر، نوعی تهدید به حساب می‌آید تا مزیتی اقتصادی.

## بیداری ملی

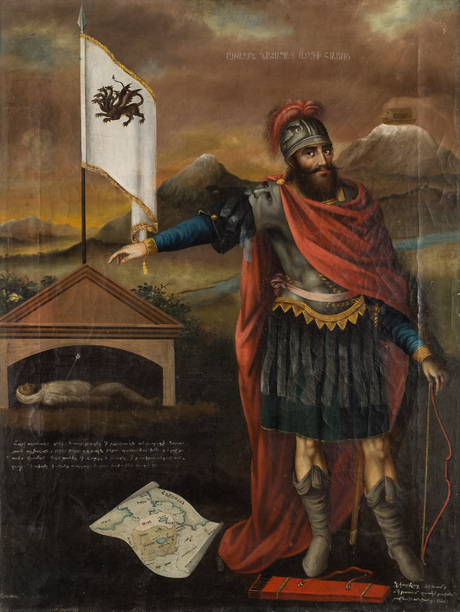
" هایک " نوشته مکرتوم هوناتانیان (۱۷۷۹–۱۸۴۶). بنیانگذار افسانه ای ملت ارمنستان، در کنار آرامگاه بل ایستاده‌است، درحالی که پیکان هایک هنوز در صندوقچه بل است. این نقشه منطقه دریاچه وان و کوه آرارات را با کشتی نوح به تصویر می‌کشد.

در نتیجه اصلاحاتی که در دوران تنظیمات اعمال شد، وضعیت اقلیت‌های غیر مسلمان در داخل امپراتوری عثمانی تغییر اساسی کرد. اصلاحات اولیه به‌طور کلی، در تغییر سازمان‌ها و سیستمهای درون امپراتوری عثمانی انجام گرفته‌بود. با این حال، در نتیجه فشارهای دیپلماتیک اعمال شده توسط قدرتهای بزرگ، که از امپراتوری عثمانی علیه امپراتوری روسیه در طول جنگ کریمه حمایت کرده بودند، در سال ۱۸۵۶، اصلاحاتی انجام شد که سعی داشت حقوق شهروندان غیر مسلمان امپراتوری عثمانی را با شهروندان مسلمان آن برابر کند. درنتیجه، مالیات سرانه غیرمسلمانان لغو شد، غیرمسلمانان مجاز به حضور در ارتش شدند، و ایجاد مدارس برای جوامع غیرمسلمان مجاز شد.
در این شرایط جدید و نسبتاً لیبرال، بسیاری از مدارس ارمنی در سراسر امپراتوری عثمانی شکل گرفت. اکثر این مدارس به سرعت جنبه سکولار پیدا کردند. ارمنیها همچنین انجمن‌های فرهنگی متعددی را، برای تعیین حداقل استاندارد برای برنامه‌های درسی و صلاحیت‌های آموزگاران تأسیس کردند. در سال ۱۸۸۰، این انجمن‌ها به عنوان «اتحادیه عمومی مدارس ارمنی» با هم متحد شدند.
پس از شکست امپراتوری عثمانی در جنگ روسیه و عثمانی در سالهای ۱۸۷۷–۷۸، مجمع ملی ارمنیان و اسقف نرسس دوم قسطنطنیه، مگردیچ خریمیان را به کنگره برلین فرستادند تا نماینده مردم ارمنی در بحث " مسئله ارمنی " باشد. مگردیچ خریمیان در سخنرانی مشهور میهن‌پرستانه خود "ملاقه کاغذی"، به مردم ارمنی توصیه کرد که بیداری ملی بلغارستان را، به عنوان الگویی برای تعیین سرنوشت خویش قرار دهند.
ماده ۶۱ کنگره برلین، با اشاره به امکان وجود یک «ارمنستان خودمختار»، «مسئله ارمنی» را، از یک مسئله داخلی امپراتوری عثمانی، به یک مسئله بین‌المللی تبدیل کرد. در این معاهده، ترکیه عثمانی متعهد شد از شهروندان ارمنی خود در برابر ظلم و خشونت، محافظت کند. با این حال، در این پیمان هیچ ابزاری برای وادار کردن امپراتوری عثمانی به اصلاحات ارائه نشده‌است.

## نقش تاریخ باستان
ارمنیان ساکنان اصلی بیشتر سرزمین ارمنستان تاریخی هستند و ترک‌ها نمی‌توانند مدعی حضور در آناتولی، قبل از کشورگشایی‌های سلجوقیان در قرن یازدهم داشته‌باشند. این پیشنهاد که ارمنیان نیز تازه‌وارد منطقه شده‌اند، حتی ۱۵۰۰ سال زودتر از ترکان، ادعاهای ترک‌ها و ارمنی‌ها، دربارهٔ این سرزمین را «از نظر اخلاقی» برابر می‌کند. از تمدن کهن اورارتو و پیشینیان ماقبل تاریخ آن و همچنین کوه آرارات که نمادی ارزشمند برای مردم ارمنی، به ویژه در میان نسل دوم ارمنیان پراکنده، به‌شمار می‌رود، می‌توان برای تأیید مجدد «بومی بودن» ارمنیان و جبران «بدبختی‌های مدرن» آنان استفاده کرد.

## ارمنستان روسیه
امپراتوری روسیه، در تلاش بود تا قدرت و امتیازات اچمیادزین را کاهش دهد، در انتخاب رهبر کلیسای حواری ارمنی تأثیرگذار باشد و تاریخ و فرهنگ ارمنستان را از ذهن مردم پاک کند. همچنین در امپراتوری عثمانی، موضوعاتی مانند تاریخ ارمنستان در مدارس ارمنی ممنوع بود. در پاسخ، مردم ارمنی، چنین موضوعاتی را به صورت پنهانی به فرزندان خود آمورش می‌دادند که همین موضوع، باعث افزایش بدگمانی مقامات عثمانی به ارمنیان می‌شد. در امپراتوری عثمانی، تصاویری که صحنه‌هایی از تاریخ ارمنستان را نشان می‌داد، برای فروش یا حتی برای دید عموم ممنوع بود. روزنامههای ارمنی نیز بسته، یا سانسور شدید می‌شدند. در دهه ۱۸۹۰، بسیاری از مدارس ارمنی تعطیل شدند و در سال ۱۸۹۳، «اتحادیه عمومی مدارس ارمنی» منحل شد.
بسیاری از آموزگاران مدارس ارمنی در کشتار حمیدیه در امپراتوری عثمانی، هدف قرار گرفته و کشته شدند.

## نسل‌کشی ارامنه
سرنوشت ارامنه در امپراتوری عثمانی روند بدتری به خود گرفت که با جنگ جهانی اول و به دنبال آن نسل‌کشی ارامنه، در مجموع حدود یک میلیون و پانصد هزار ارمنی، کشته شدند.
پس از جنگ جهانی اول، ارمنیانی که در جماعت ارمنیان پراکنده نبودند، پس از سقوط جمهوری دموکراتیک ارمنستان، خود را درون خاک جمهوری سوسیالیستی کوچکتری، که خود آن درون کشور پهناوری به‌نام «اتحاد جماهیر شوروی سوسیالیستی» بود، یافتند.

## دوران معاصر و ترک ستیزی
در زمان اتحاد جماهیر شوروی، از طرف فدراسیون انقلابی ارمنستان، «ارمنستان تاریخی» مورد حمایت قرار گرفت که نخجوان در آذربایجان و ترکیه شرقی (مناطق غربی ارتفاعات ارمنستان) نیز شامل آن می‌شد. ملی‌گرایی ارمنی در قرن بیستم، بر «خساتگاه کهن ارامنه» تأکید داشت و در نتیجه «فرضیه هندو اروپایی بودن ارمنیان»، که توسط دانشمندان شوروی در دهه۱۹۸۰ ارائه شده‌بود، توسط پیروان این ایدئولوژی پذیرفته‌شد. در زمان اتحاد جماهیر شوروی، ملی‌گرایی ارمنی در ارمنستان شوروی، از سایر ملی‌گرایی‌های‌های مردمان جمهوری‌های جداگانه اتحاد جماهیر شوروی، مانند گرجی، اوکراینی یا استونیایی، متمایز بود؛ زیرا ارمنیان، روس‌ها را دشمن خود به حساب نمی‌آوردند، بلکه همچنان بر دشمن دیرینه خود، یعنی ترک‌ها تمرکز می‌کردند؛ که در نتیجه، با ظرافت توسط دولت کمونیستی تشویق می‌شد.
ارمنستان در سال ۱۹۹۱ به عنوان یک کشور مستقل از اتحاد جماهیر شوروی، جدا شد.
ملی‌گرایی ارمنی به‌طور غیرقابل انکاری با ناسیونالیسم ترکی مخالف بوده‌است. ملی‌گرایی جماعت ارمنیان پراکنده، دارای یک مؤلفه نوستالژیک قوی، برای یک زمان و مکان از دست‌رفته‌است، که برجسته‌ترین آنها کوه آرارات است. این کوه اگرچه از ایروان قابل مشاهده است، اما در خاک ترکیه واقع شده‌است.

## حزب‌های ملی‌گرا

### معاصر
- حزب لیبرال دموکراتیک ارمنستان (۱۹۲۱-اکنون)
- فدراسیون انقلابی ارمنستان (۱۸۹۰-اکنون)
- حزب عزت، دموکراسی، سرزمین مادری (؟)
- حزب هایازن (۲۰۰۹-اکنون)
- میراث (۲۰۱۲ تا کنون)
- سرزمین توانا (؟)
- احیای ملی (۲۰۱۳-اکنون)
- حزب جمهوری‌خواه ارمنستان (۱۹۹۰-اکنون)
- حزب پان-ارمنی ساسنا تزرِر (۲۰۱۸-اکنون)
- حزب سوسیال‌دموکرات هنچاکیان (۱۸۸۷-اکنون)
- اتحادیه تعیین سرنوشت ملی (۱۹۸۷-اکنون)
- حزب ملی لیبرال متحد (۲۰۰۷-اکنون)

### سابق
- حزب ارمناکان (۱۸۸۵–۱۹۲۱)
- حزب متحد ملی (۱۹۶۶–۱۹۸۷)
- جنبش ملی پان ارمنی (۱۹۸۸–۲۰۱۳)